# Пеак, Барнабаш
Барнабаш Пеак (венг. Barnabás Peák); (род. 29 ноября 1998, Будапешт) — венгерский профессиональный шоссейный велогонщик, выступающий  с 2020 года за команду мирового тура «Mitchelton-Scott». Чемпион Венгрии в групповой гонке (2018) и в индивидуальной гонке (2018).

## Достижения
2016
1-й  Чемпион Венгрии — Групповая гонка (юниоры)
1-й  Чемпион Венгрии — Индивидуальная гонка (юниоры)
1-й  Гран-при Генерала Паттона (юниоры) — Горная классификация
Чемпионат Европы
7-й Индивидуальная гонка (юниоры)
8-й Групповая гонка (юниоры)
2017
1-й  Чемпион Венгрии — Групповая гонка U23
1-й Белград — Баня-ЛукаI
2-й  Чемпионат Венгрии — Индивидуальная гонка
2-й Тур Венгрии — Генеральная классификация
1-й  — Молодёжная классификация
1-й  в классификации среди велогонщиков Венгрии
5-й Grand Prix Kranj
2018
1-й  Чемпион Венгрии — Индивидуальная гонка
1-й  Чемпион Венгрии — Индивидуальная гонка
7-й Тур Сербии — Генеральная классификация
9-й Гран Пьемонте
2019
1-й — Этап 5 Тур Нормандии
2-й  Чемпионат Венгрии — Групповая гонка
3-й  Чемпионат Венгрии — Индивидуальная гонка
8-й Grand Prix Cycliste de GemencII